# Мойсовский, Наумче
Наумче Мойсовский (макед. Наумче Мојсовски; род. 17 июня 1980, Струга) — македонский гандболист, защитник клуба «Металлург» и сборной Македонии.

## Карьера

### Клубная
Гандболом занялся в возрасте 13 лет. Воспитанник клуба «Струга», первый тренер — Яковче Матлиевский. Выступал за македонские команды «Струга», «Пелистер», «Вардар» и за испанский клуб «Сиудад де Логроньо». В «Металурге» с 2009 года.

### В сборной
В сборных разных возрастов отыграл 130 встреч, из них 108 в основной сборной (забил 163 гола).